# 戴思樂
戴思樂（1897年9月22日—1973年7月24日）又可直译为加布里埃尔·毛里西奥·特谢拉（葡萄牙語：Gabriel Maurício Teixeira），是葡萄牙海军军官，此外还曾担任澳门总督（1940年至1946年）及莫桑比克总督（1948年至1958年），并曾担任新国家时期的国民议会议员（第二、第四和第九届）。在海外驻军时，他曾参与多只军舰的指挥工作。

## 生平
戴思樂出生在马德拉岛丰沙尔。1916年，他作为志愿者加入海军学院的学生军。1920年，他开始了海军生涯，并晋升为二等中尉。1924年晋升为一等中尉，1936年晋升为上尉，1940年晋升为中校，1948年晋升为海军上校。在他的职业生涯中，除了担任多个舰艇的指挥官外，他还曾担任孔迪镇港口的港务长（1928年）、莫桑比克阿梅利亚港的港务长（1929年）、洛伦索马克斯港的港务长、海军部长的副官（1935年）、海军部军械和海军射击局的副局长（1938年）以及莫桑比克灯塔局的负责人（1939年）。
在政治和行政领域，他曾担任以下职务：德尔加杜角省省长（1932-1933年）、澳门总督（1940年）、莫桑比克总督（1946-1958年）以及大西洋银行国家代表管理人（1959年-1962年）。他曾在第二、第四和第九届国民议会中担任议员，并参与了涉及殖民地事务和国家防务的国会委员会。在第二届国会（1938-1942年）期间，由于当时没有选区划分，他的发言主要围绕殖民事务和国防问题，尽管他也曾就马德拉岛的经济危机问题发表意见。由于在第二届国会的第二次立法会议期间被任命为澳门总督，他的议员职务随后被暂停。在第四届国会（1945年-1949年）期间，他通过丰沙尔选区当选为议员，但在第一此立法会议结束后，其议员职务被暂停，以便履行莫桑比克总督一职。在第九届国会（1965年-1969年）期间，他通过里斯本选区当选为议员。
戴思樂于1940年10月5日获任澳门总督，任职至1947年8月31日。在此期间，他历经了葡萄牙在澳门历史上最为动荡不安的时期之一，即太平洋战争。戴思樂的任命是由时任葡萄牙总理安東尼奧·德·奧利維拉·薩拉查作出的，接替因去世而卸任的巴波沙。1944年，戴思樂得以续任澳门总督。然而随着战争结束，他被迫提前返回葡萄牙。由于在抗日战争期间的施政表现，戴思樂的总督生涯饱受争议。1946年8月5日，葡萄牙海军舰艇NRP Afonso de Albuquerque的指挥官柯維納接任澳门政府的临时行政官员，代理戴思樂职务，并在该岗位上任职了13个月。戴思樂被调往莫桑比克，这一调任是应中国政府的要求作出的，中国方面指控他在太平洋战争期间与日本方面有合作行为。
这些指控源于澳门政府与日本人达成的多项交易，其中最引人关注的是炮舰澳门号的出售。对此，戴思樂总督于1946年9月3日在殖民地事务部帝国委员会会议厅发表讲话时作出解释。他表示出售该舰（更准确地说是这艘老旧炮舰的船体）对澳门而言是一项极为有利的交易。他指出，这艘炮舰约40年前的购置成本仅为8万澳门元，而此次出售却以100万澳门元的价格成交，并以此换取了大米及其他急需物资。戴思樂强调，这笔交易对澳门而言，堪称一笔极为划算且颇具战略意义的买卖。在同一场讲话中，这位前总督表示，战争期间澳门的人口一度达到45万至50万，几乎是平时的三倍。由于物资严重短缺，他解释道：“在战争的第一年，曾有多达2.7万人因饥饿而丧生。某个时期，死亡人数的月均值甚至超过3000人……（然而）我们成功地将这一数字降至600人（自1942年10月起）。”他还提到：“当日本人入侵邻近地区时，超过2.6万名儿童逃难至澳门。……霍乱肆虐，造成大量死亡，饥荒同样严重。货币几乎失去了价值，黑市和配给制度成为常态。为了获取必需物资，政府不得不与日本人达成多项交易。……与此同时，政府推行了税制改革，旨在将澳门从鸦片和赌博的桎梏中解放出来，并彻底终止了鸦片的流通。”
离开澳门后，戴思樂成为莫桑比克总督。在澳门，他曾是连续任职时间第二长的总督。被任命为莫桑比克总督时，他正处于服役期内，此任命由安東尼奧·德·奧利維拉·薩拉查作出。戴思樂自1948年底至1958年担任莫桑比克总督，其任期是20世纪中仅次于若泽·卡布拉尔的第二长任期。值得一提的是，在此之前他曾于1932至1933年间担任过德尔加杜角省省长。
根据1946年12月28日发布的法令，戴思樂获授殖民帝国勋章大军官勋位。